# Mason Neck (Virginie)
Mason Neck est une census-designated place située dans le comté de Fairfax, dans l’État de Virginie, aux États-Unis. Lors du recensement de 2020, elle comptait 2 025 habitants.